# 5092 Манара
5092 Манара (5092 Manara) — астероїд головного поясу, відкритий 21 березня 1982 року.
Тіссеранів параметр щодо Юпітера — 3,130.